# Ciepielów
Ciepielów – miasto w Polsce, położone w województwie mazowieckim, w powiecie lipskim, w miejsko-wiejskiej gminie Ciepielów. Siedziba gminy oraz parafii Podwyższenia Krzyża Świętego. Miasto położone jest w Małopolsce, na ziemi radomskiej, która stanowi część dawnej ziemi sandomierskiej. 
Ciepielów uzyskał lokację miejską w 1548 roku. Został pozbawiony praw miejskich 13 stycznia 1870 i włączone do gminy Ciepielów w powiecie iłżeckim. W latach 1867–1954 siedziba wiejskiej gminy Ciepielów, 1954–1972 gromady Ciepielów (od 1956 w powiecie lipskim), a od 1973 reaktywowanej gminy Ciepielów. W latach 1975–1998 należał administracyjnie do województwa radomskiego. 1 stycznia 2024 odzyskał status miasta.
Administracyjnie Ciepielów ma status sołectwa.
Przez miejscowość przebiega droga krajowa nr 79 i przepływa rzeka Iłżanka, dopływ Wisły.
Według danych GUS z 1 stycznia 2024 r. miasto liczyło 732 mieszkańców, będąc najsłabiej zaludnionym miastem w województwie.
| SIMC    | Nazwa    | Rodzaj       |
| ------- | -------- | ------------ |
| 0617210 | Podłącze | część miasta |

## Historia
Prywatne miasto szlacheckie położone było w drugiej połowie XVI wieku w powiecie radomskim w województwie sandomierskim.
Niegdyś ważny ośrodek handlowy. Miejscowość posiadała prawa miejskie od 1548 do 1869. Jako miasto przez krótki czas nazywała się Grzymałów nad Iłżanką, w którego skład oprócz samego Ciepielowa wchodziły wsie Stare Gardzienice, Gardzienice-Kolonia, Stary Ciepielów i Ciepielów-Kolonia.
We wrześniu 1939 niemieccy żołnierze Wehrmachtu, wbrew obowiązującemu prawu międzynarodowemu, zamordowali pod Ciepielowem, w lesie państwowym pod Dąbrową, 300 polskich jeńców wojennych z 74. Pułku Piechoty.
24 marca 2025 r. w Ciepielowie został odsłonięty pomnik upamiętniający Polaków zamordowanych za ukrywanie Żydów.

## Zabytki
- Kościół Podwyższenia Krzyża Świętego
- Synagoga

## Sport
Na terenie miasta działa klub sportowy – Video Ciepielów.

## Galeria

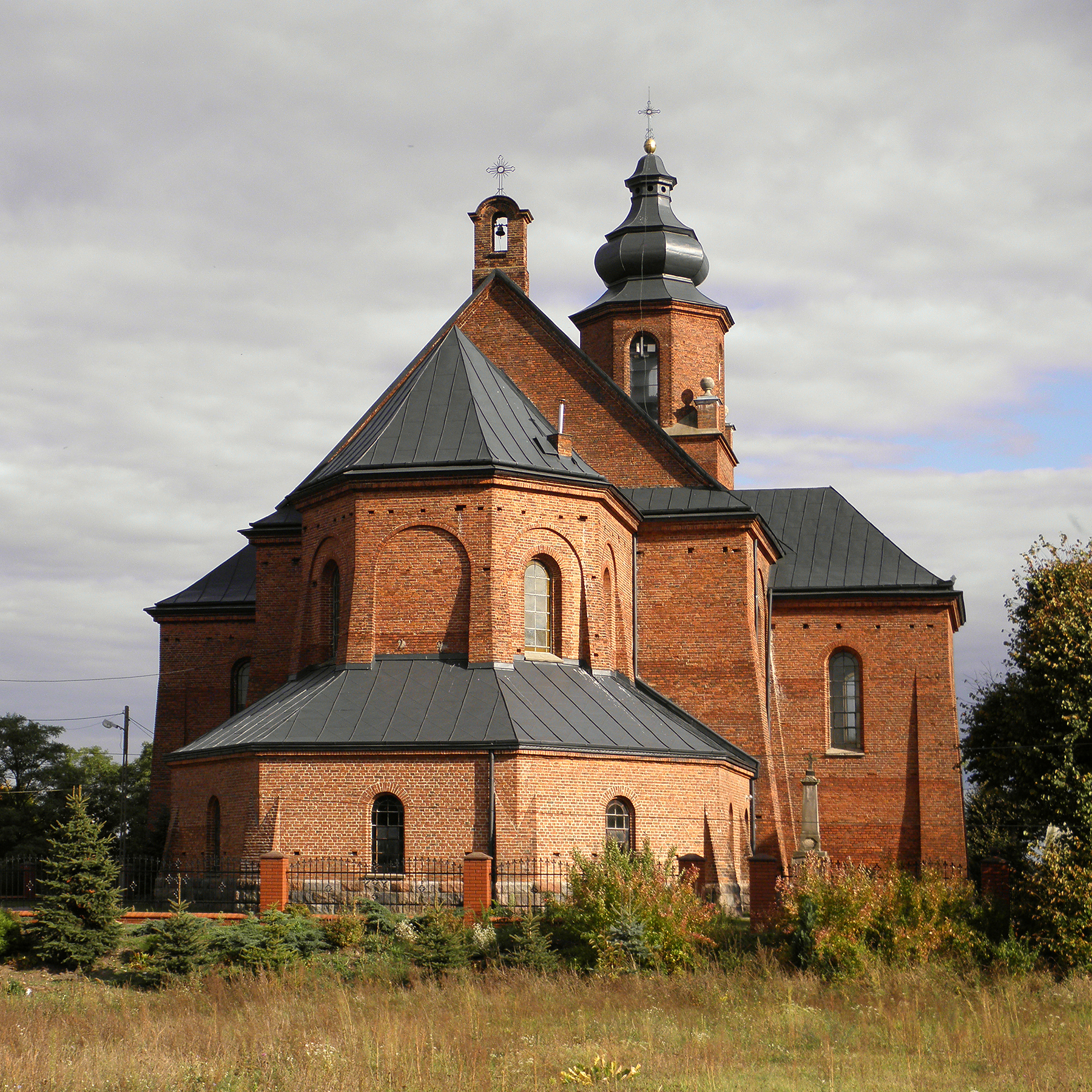
Kościół Podwyższenia Krzyża
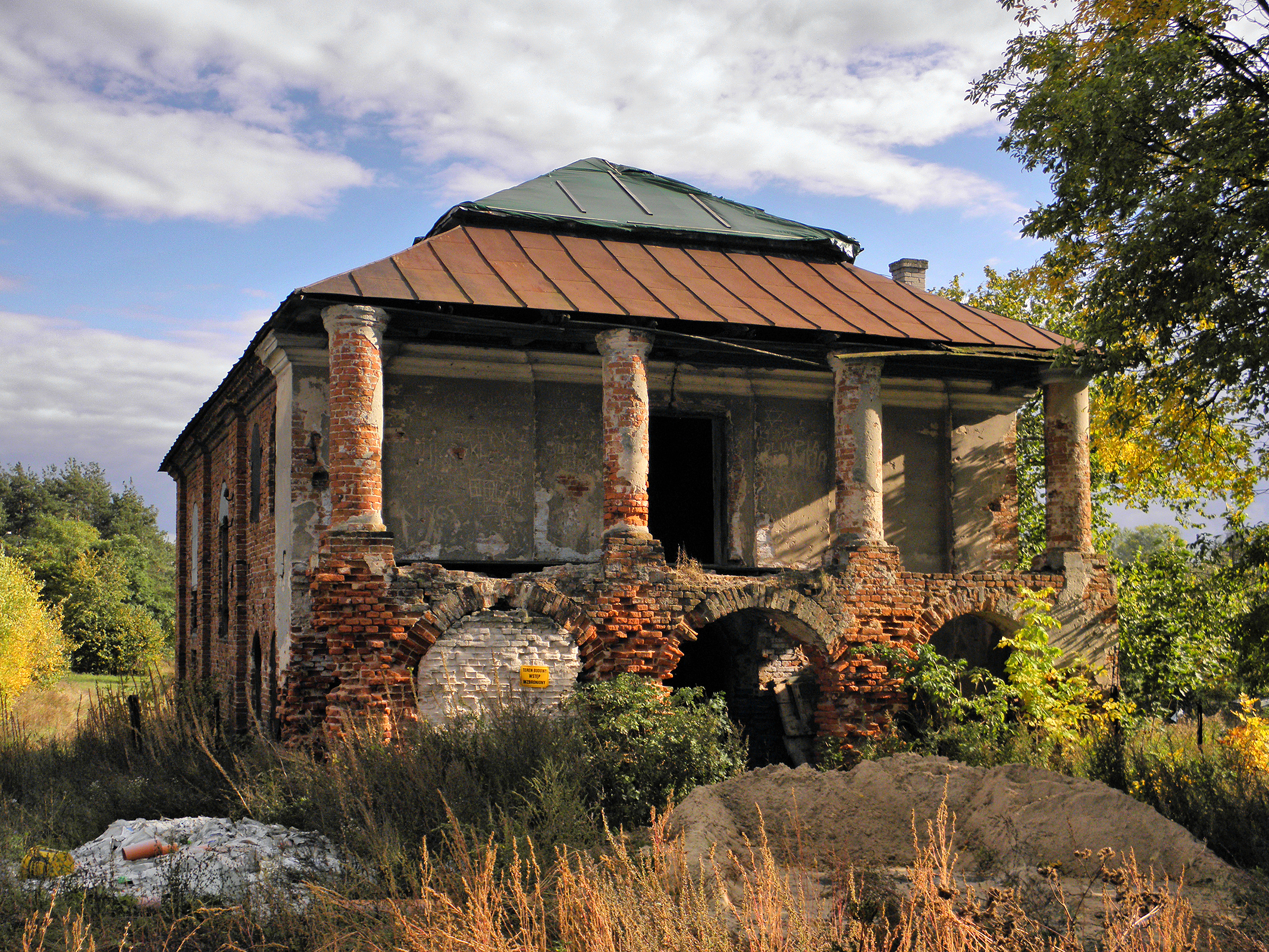
Ruiny synagogi
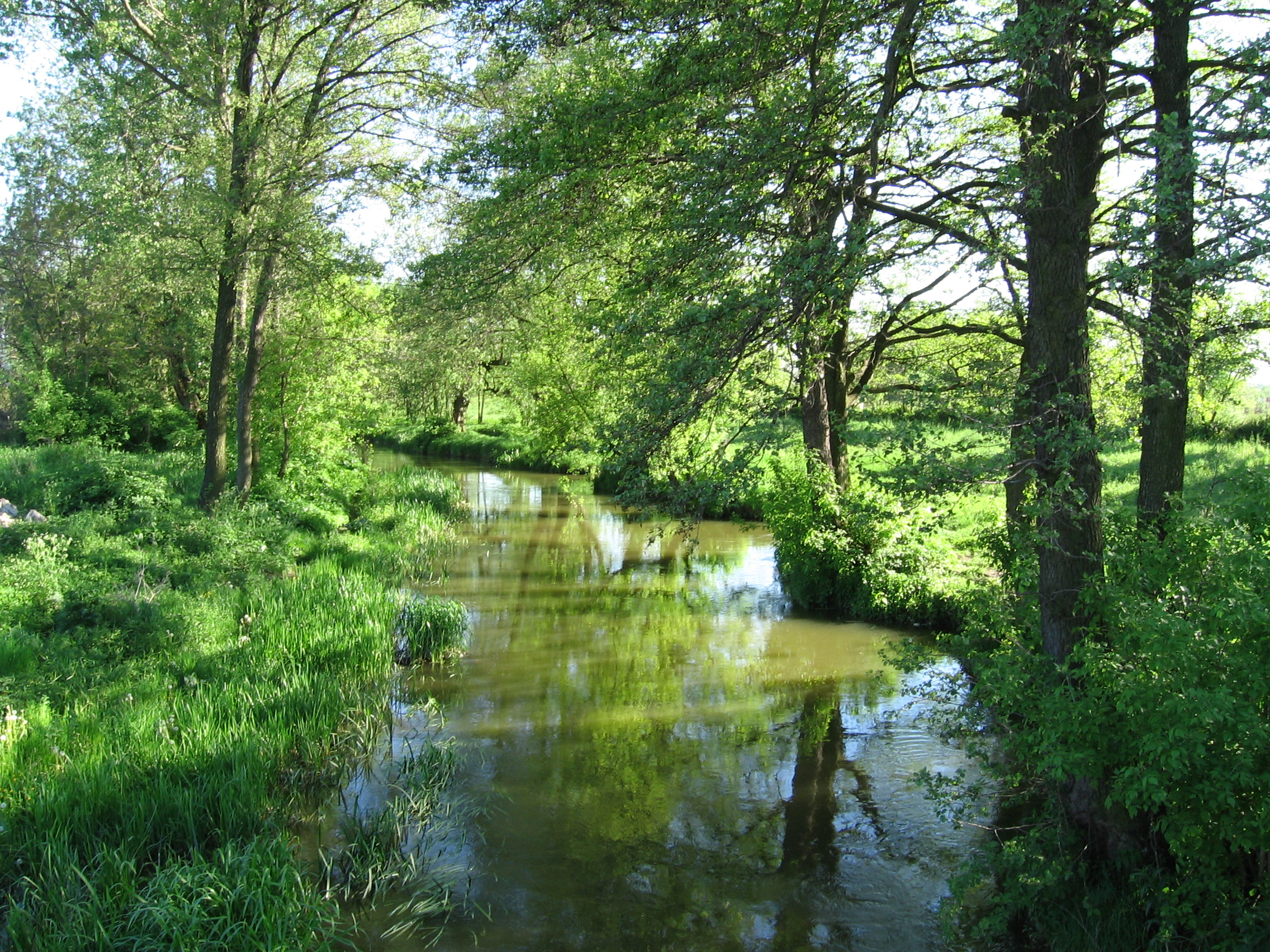
Rzeka Iłżanka w Ciepielowie
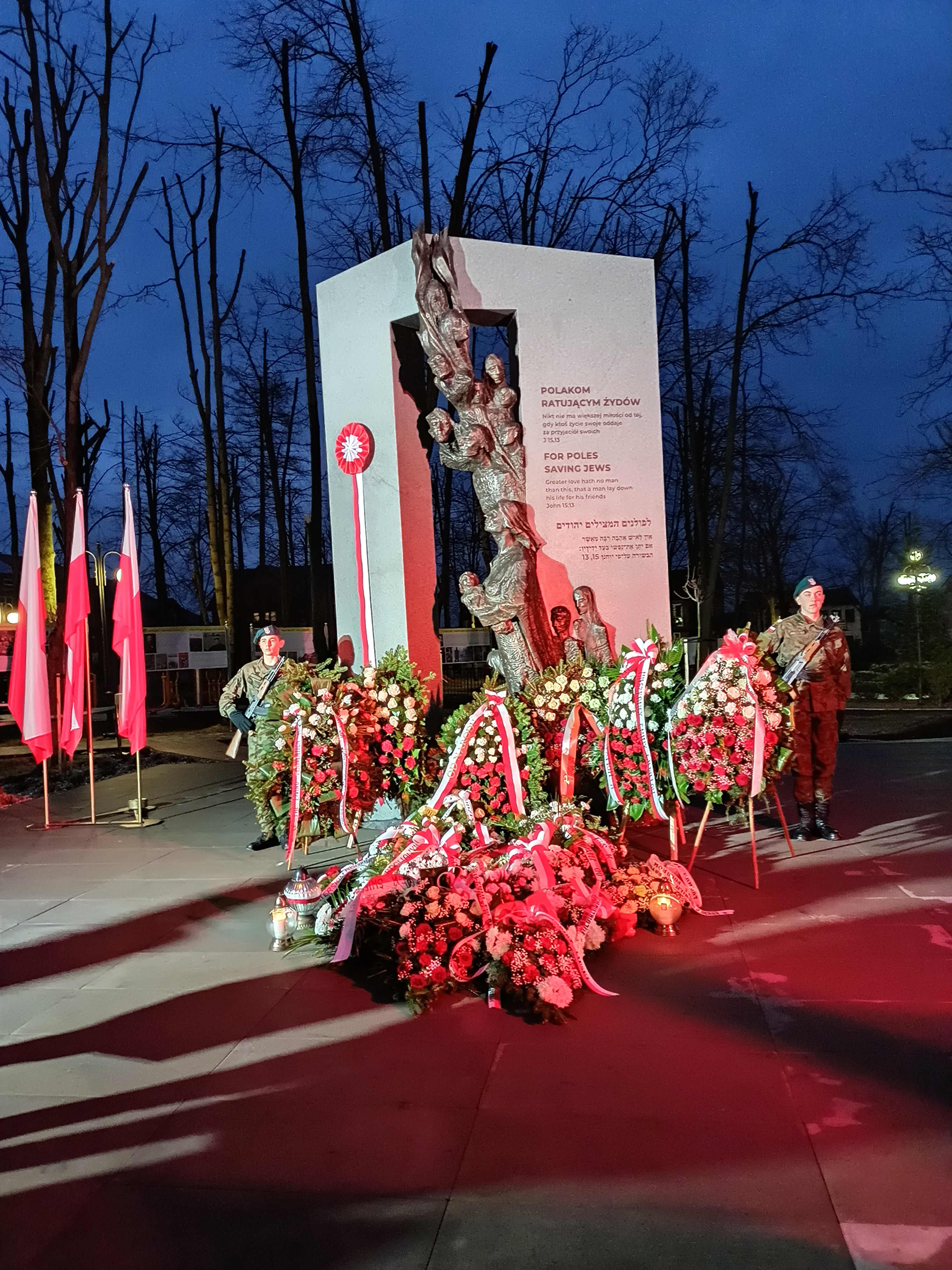
Pomnik Polaków ratujących Żydów w Ciepielowie